# Hageman-Faktor
Der Hageman-Faktor (Faktor XII) ist ein an der Blutgerinnung beteiligtes Enzym und gehört zur Gruppe der Serinproteasen. Er gehört außerdem zu den β-Globulinen und ist im Blutplasma als Monomer mit einer Konzentration von 15 bis 45 mg/l vertreten. Seine Molekülmasse beträgt 80 kDa. Neben seiner Funktion für die Thrombusbildung bringt Faktor XII das Kallikrein-Kininsystem in Gang, was zur Bildung des Entzündungsmediators Bradykinin führt. Faktor XII wird hauptsächlich von Leberzellen (Hepatozyten) synthetisiert und nach Abspaltung des Propeptids als inaktive Enzymform (Zymogen) ins Plasma sezerniert.

## Genetik
Das Gen des Hageman-Faktors liegt beim Menschen auf Chromosom 5 Genlocus q33-qter.

## Struktur
Humaner Koagulationsfaktor XII ist 596 Aminosäuren lang und besteht aus zwei Ketten, der Schwerkette von etwa 50 kD (353 Reste) und der Leichtkette von etwa 28 kD (243 Reste), die durch eine Disulfidbrücke verbunden sind. Die Schwerkette enthält zwei Domänen vom Fibronektin-Typ (Typ I und II), zwei EGF-like Domänen, eine Kringle-Domäne und eine Prolin-reiche Region, wohingegen die Leichtkette die katalytische Proteasedomäne beinhaltet. FXII kann sequentiell an zwei Stellen, Arg353 und Arg334, gespalten werden, wobei die zweite Spaltung die Leichtkette freisetzt und zur Bildung von β-FXIIa führt.
Die Struktur der FnI-EGF-like-Tandemdomäne von Faktor XII wurde durch Kristallstrukturanalyse aufgeklärt. Auch Kristallstrukturen der Leichtkette von FXII wurden ermittelt, und zwar sowohl in ungebundener Form (β-FXII) als auch gebunden (β-FXIIa) an Inhibitoren.

## Funktion
Faktor XII wird auf der Oberfläche von prokoagulanten Thrombozyten aktiviert. Thrombozyten setzen Polyphosphate (langkettige Polymere aus Phosphatuntereinheiten) frei, die Faktor XII effizient aktivieren. Aktiver Faktor XII gibt dann über sein Substrat Faktor XI der intrinsischen Blutgerinnungskaskade den Anstoß, was zur Fibrinbildung führt.
Trifft der Hageman-Faktor auf negativ geladene Oberflächen (in vivo: Polyphosphate, Kollagen, Zellfragmente, bakterielle Endotoxine; in vitro: Glas, Kaolin, Asbest, Harnsäurekristalle, langkettige Fettsäuren), so wird er voraktiviert. Diese voraktivierte Form katalysiert die Umwandlung von Präkallikrein (Fletcher-Faktor) zu Kallikrein. Dieses wandelt nun hochmolekulares Kininogen (Fitzgerald-Faktor) zu Kinin um. Kallikrein und Kinin wandeln wiederum den Hageman-Faktor in seine aktivierte Form um; sie wird als Faktor XIIa bezeichnet. Hierbei erfolgt durch limitierte Proteolyse eine Spaltung einer einzigen Peptidbindung und es entsteht eine Zweikettenform. Beide Untereinheiten sind noch durch eine Disulfidbrücke kovalent miteinander verknüpft. Aktivierter Hageman-Faktor aktiviert durch Proteolyse Plasma thromboplastin antecedent (Faktor XI) und Plasminogen.

## Erkrankungen
Ein schwerer Mangel an Hageman-Faktor tritt als seltene Erbkrankheit mit einer Häufigkeit von 1:1.000.000 auf, jedoch mit einer leichten Häufung bei Asiaten. Der Mangel verursacht keine erhöhte Neigung zu Blutungen, da die von Faktor XII gestartete Fibrinbildung in Gefäßen keine Bedeutung für die Blutstillung (Hämostase) hat. In genetisch veränderten Mausmodellen, bei denen das Gen für Faktor XII inaktiviert wurde, ist die Thrombusbildung defekt und diese Faktor XII-defizienten Tiere sind in erheblichem Umfang vor Hirnschäden nach Schlaganfall geschützt. Daher bietet sich eine pharmakologische Blockade dieses Faktors an, um die Thrombusbildung zu blockieren, ohne dass dies mit einer erhöhten Blutungsneigung erkauft wird, was mit aktuellen Antikoagulantien (Heparine, Cumarine) der Fall ist. Sowohl bei Menschen als auch bei Mäusen führt der Mangel von Faktor XII zu einer massiven Erhöhung der partiellen Thromboplastinzeit.
Faktor XII wird durch Polyphosphate, die auf der Oberfläche von aktivierten Thrombozyten exponiert werden, aktiviert (Kontaktphasenaktivierung). Die Polyphosphat-vermittelte Faktor XII-Aktivierung verbindet die primäre Hämostase (Bildung eines Thrombozytenaggregates) mit der sekundären Hämostase (plasmatische Gerinnungskaskaden). Defekte der Polyphosphate-vermittelten Faktor XII-Aktivierung reduzieren die Stabilität von Thromben und blockiert die Bildung von Gerinnseln und schützt so vor Gefäßverschlüssen im arteriellen und venösen Blutkreislauf. Eine kurze Sequenz in der sogenannten Prolin-reichen Domäne der leichten Kette von Faktor XII vermittelt die Bindung an negativ geladenen Oberflächen wie z. B. Polyphosphat
Hereditäres Angioödem: Neben seiner Funktion für die Thrombusbildung startet Faktor XII das Kallikrein-Kininsystem, was zur Bildung des Entzündungsmediators Bradykinin führt. Eine einzige Punktmutation im Faktor XII führt zu einer seltenen erblichen Schwellungserkrankung, dem hereditären Angioödem Typ III.
Multiple Sklerose: Im Blutserum von Patienten mit aktiver Multipler Sklerose wurde eine höhere Menge von Faktor XII als normal im Blut der Patienten gefunden. FXII könnte die Immunantwort bei dieser entzündlichen Erkrankung regulieren. Bei Mäusen mit experimenteller Enzephalomyelitis konnte Blockade des Faktors XII Entzündung und Symptome dämpfen.

## Forschungsgeschichte
Der Hageman-Faktor wurde erstmals 1955 bei einem 37-jährigen Patienten namens John Hageman entdeckt, als bei einer Routineblutuntersuchung vor einer Operation bemerkt wurde, dass die Gerinnungszeit seines Blutes im Reagenzglas erhöht war, ohne dass er hämorrhagische Symptome hatte. Hageman wurde daraufhin von Oscar Ratnoff untersucht, der den Mangel eines bis dato unentdeckten Gerinnungsfaktors feststellte. Ratnoff entdeckte später bei der Untersuchung von Verwandten, dass dieser Mangel autosomal rezessiv vererbt wird.